# Württembersko-Bádensko

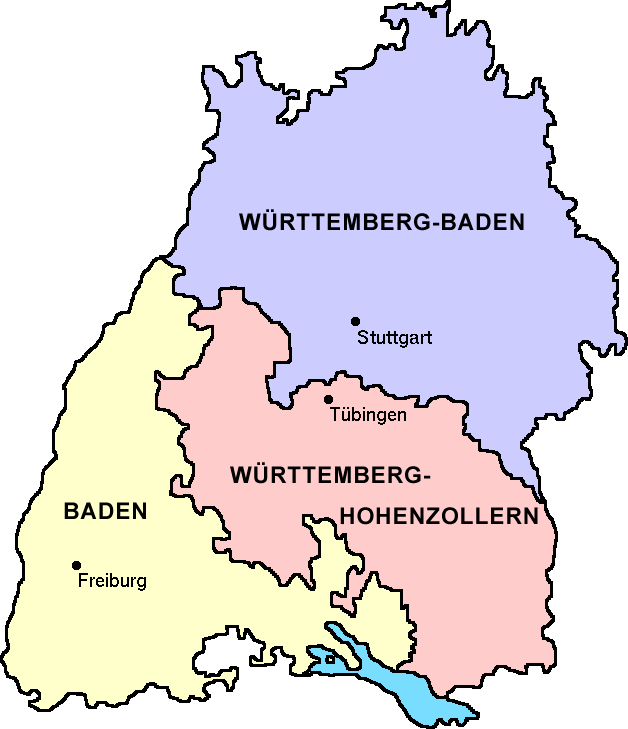
Württembersko-Bádensko (modře) na mapě dnešní spolkové země Bádensko-Württembersko

Württembersko-Bádensko (německy Württemberg-Baden) byla spolková země v Německu vytvořená po druhé světové válce v roce 1945 v americké okupační zóně ze severních částí dosavadních zemí Bádenska a Württemberska. Jejím hlavním městem byl Stuttgart. V roce 1952 bylo Württembersko-Bádensko sloučeno s Württembersko-Hohenzollernskem a Jižním Bádenskem do současné spolkové země Bádensko-Württembersko.